# Acolasis columbina
Coenipeta columbina là một loài bướm đêm trong họ Erebidae.